# Запрудье (Горецкий район)
Запру́дье (бел. Запруддзе) — деревня в составе Горского сельсовета Горецкого района Могилёвской области Белоруссии.

## Население
- 1999 год — 147 человек
- 2010 год — 83 человека